# Турсунов, Адиль Капанулы
Адиль Капанулы Турсунов (каз. Әділ Қапанұлы Тұрсынов; род. 5 мая 1973, Алма-Ата, Казахская ССР, СССР) — казахстанский дипломат, Чрезвычайный и Полномочный Посол Казахстана в Норвегии (с 2023 года).

## Биография
Окончил Казахскую государственную академию управления в 1994 году. В 2001 году окончил дипломатическую академию МИД РК.
1994—1996 гг. — референт, атташе Управления международных организаций и международных экономических отношений Министерства иностранных дел Республики Казахстан (МИД РК).
1996—1999 гг. — атташе, третий секретарь посольства Республики Казахстан в Республике Индия, второй секретарь посольства Республики Казахстан в Азербайджанской Республике.
1999—2001 гг. — слушатель Дипломатической академии МИД РК.
В 2001—2004 годах работал на различных руководящих должностях в МИД РК.
2004—2008 гг. — временный поверенный в делах Республики Казахстан в Республике Сингапур (советник-посланник).
2008—2009 гг. — заместитель заведующего Центром внешней политики Администрации Президента Республики Казахстан.
2009—2012 гг. — директор Департамента Европы МИД РК.
2012—2014 — временный поверенный в делах Республики Казахстан в Грузии, советник-посланник посольства Республики Казахстан в Грузии.
2015—2016 гг. — директор Департамента СНГ МИД РК.
Май 2016 — март 2019 — заведующий Центром внешней политики Администрации Президента Республики Казахстан.
28 марта 2019 — июнь 2021 — советник Первого Президента Республики Казахстан — Елбасы — заведующий Отделом информационно-аналитического обеспечения Канцелярии Первого Президента Республики Казахстан — Елбасы.
Июнь 2021 — 8 апреля 2022 — помощник Первого Президента Республики Казахстан — Елбасы — заведующий Отделом информационно-аналитического обеспечения Канцелярии Первого Президента Республики Казахстан — Елбасы.
8 апреля 2022 — 11 января 2023 — заместитель министра иностранных дел Казахстана.
С 11 января 2023 года — Чрезвычайный и Полномочный Посол Казахстана в Норвегии.

## Награды
- Медаль «За вклад в развитие Евразийского экономического союза» (29 мая 2019 года, Высший Евразийский экономический совет)[4].